# Erdélyi Gyopár
Az Erdélyi Gyopár az Erdélyi Kárpát-egyesület folyóirata.
Az 1892-es első szám kolofonja:

TURISTASÁGI, FÜRDŐÜGYI ÉS NÉPRAJZI FOLYÓIRAT.

AZ ERDÉLYRÉSZI KÁRPÁT-EGYESÜLET ÉRTESÍTŐJE.

SZERKESZTETTE

RADNÓTI DEZSŐ.

FŐDOLGOZÓTÁRSAK:

Hankó Vilmos dr., Herrmann Antal dr., Téglás Gábor, Hangay Oktáv és Veress Endre.

49 képpel.

KOLOZSVÁR

KIADJA AZ ERDÉLYRÉSZI KÁRPÁT-EGYESÜLET 1892.

## Történet
1892–1917 között Erdély címen jelent meg havonta egy számban. 1917-ben már csak egyetlen szám jelent meg.
A folyóirat 1930-ban újraindult Orosz Endre vezetésével, évi 6 számban. 1948-ban  a 3. szám után megszűnt, és csak 1992-ben alakult újra Erdélyi Gyopár címen. Azóta napjainkig évi 6 számban jelenik meg.